# Беккария, Ипполито Мария
Ипполито Мария Беккария (итал. Ippolito Maria Beccaria) (1550—3 августа 1600 года) — итальянский священник, генеральный магистр ордена проповедников (1589—1600).

## Биография
Родился в Мондови в 1550 году. В 1564 году юношей вступил в Милане в доминиканский орден, учился в Болонском университете. В 1584 году стал главой ломбардской провинции ордена, а в 1589 году на очередном генеральном капитуле был избран 51-м по счёту главой ордена.
Уделял большое внимание личным визитациям доминиканских монастырей, провёл в поездках почти всё время с 1590 по 1598 год, посещал различные провинции Италии, Испанию, Австрию, Чехию и Польшу. После возвращения в Рим в 1598 году принял активное участие в споре о молинизме, в котором доминиканцы вступили в резкую конфронтацию с иезуитами. Беккария и всё руководство доминиканского ордена считали учение иезуитского священника Луиса Молины противоречащим учению Церкви и подрывающим авторитет Фомы Аквинского. Для разрешения спора папа Климент VIII был вынужден вызвать на личную аудиенцию генерального магистра доминиканцев Ипполито Мария Беккария и генерала иезуитов Клаудио Аквавива. По итогам встречи папа решение создать для решения спора специальную конгрегацию. Беккария принимал участие в трибунале, осудившем Джордано Бруно.
Умер в Неаполе 3 августа 1600 года.